# Leonardo Foscolo

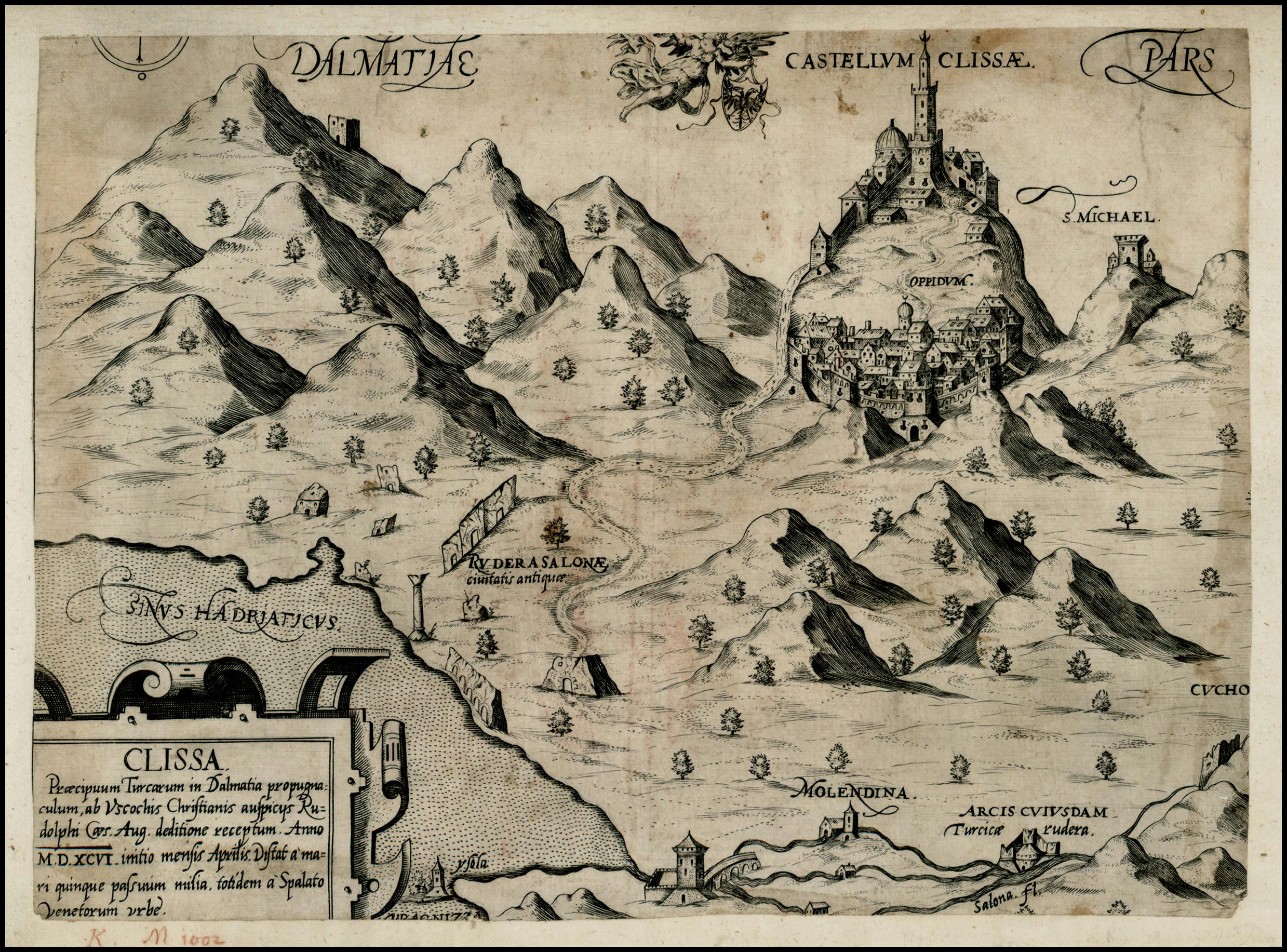
La forteresse de Klis en Dalmatie, disputée entre Vénitiens et Ottomans, carte de 1780.

Leonardo Foscolo (1588-1660) était un militaire de la république de Venise au XVIIe siècle qui a combattu dans la guerre de Crète (1645-1669) contre les Ottomans.
Il fait campagne en Dalmatie, s'empare de plusieurs forts, reprend Novigrad, s'empare temporairement de la forteresse de Knin et parvient à contraindre la garnison de la forteresse de Klis à se rendre,.

## Biographie
Né à Venise le 25 août 1588, deuxième fils de Alvise Foscolo et Adriana Emo. En décembre 1609, il extrait le Bale d'oro, permettant l'accès au Maggior Consiglio, Mais cela n'a pas eu d'impact majeur sur sa carrière politique : en raison des mauvaises conditions financières de sa famille,  il embrasse très tôt une carrière militaire maritime dans l'armée militaire de la république de Venise. Il devient patron d'Arsenal le 13 février 1617, sans terminer le mandat, puisque le 12 août 1618, il  est nommé Capitaine des Gardes des îles de la baie de Kvarner et des côtes d'Istrie.
Peu de temps après, il est contraint d'entreprendre la tâche ingrate de Gouverneur des prisonniers des condamnés, qu'il exerce du 1er juin 1619 au 3 juillet 1620. La portée du rôle de Foscolo s'est élargie et touche désormais la mer Égée, mais des problèmes mettent en péril expéditions de Foscolo. Le problème de nature militaire est léger, formé par la vigilance prudente de la flotte napolitaine, toujours sous le commandement du duc d'Osuna, tandis que les plus graves étaient liés aux conditions profondément enracinées de famine et de désolation dans lesquelles se trouvait l'équipage. 
Malgré cela, il est nommé Capitaine du Golfe, poste qu'il occupa pendant quatre ans, à partir de l'été 1620, au cours desquels Giovanni Battista Ballarino, alors âgé de vingt ans, serait à ses côtés en tant que secrétaire (1623). Au terme du long embarquement, en février 1625, Foscolo il épousa Elena Molin di Marcantonio, veuve de Marino Pesaro, avec qui, cependant, il n'eut pas d'enfants. C'est probablement à cette occasion qu'il s'installe dans le quartier de Castello, où des documents ultérieurs indiquent sa résidence. Il ne resta pas longtemps à Venise, puisque depuis mars 1624 il fut nommé duc du duché de Candie. Arrivé sur l'île au début de 1626, il assume pendant deux ans les fonctions de juge et d'administrateur, instruisant les procès, s'occupant des nombreux et invariablement épineux problèmes liés aux naufrages, aux différents avec le clergé orthodoxe et aux turbulences prévaricatrices de la « feudates ». Il quitte ses fonctions le 12 mars 1628, selon ce que l'administrateur général du Royaume, Francesco Morosini, a écrit au Sénat.
Il a continué à exercer une intense activité politique et ait assumé des postes de prestige croissant. Il est ainsi chargé de surveiller la construction des galions (28 juillet 1628), puis devient administrateur de l'Armar (10 octobre 1628), surveillant de la nouvelle Justice (16 octobre 1629), membre du Conseil des Dix (1er avril 1630).  Peu de temps après, il démissionne pour occuper pendant deux ans le poste de dépositaire à la Vente (10 octobre 1630) ; de nouveau administrateur de l'Armar (19 octobre 1632), gouverneur du Banco della Piazza (12 janvier 1633), administrateur des Ori e monete (14 mai 1633), gouverneur du fisc (27 septembre 1633), toujours administrateur de l'Armar (10 octobre 1635), savio alla Mercanzia (19 avril 1636), membre du Conseil des Dix (1er octobre 1636), traducteur (12 septembre 1637), superviseur du respect des deux superproviders à Pompéi (10 octobre 1637). Élu au Conseil des Dix pour la troisième fois en octobre 1638, il y renonce pour entrer conseiller ducal du district de Castello ; il est ensuite nommé dépositaire à la Zecca (26 juin 1640), gouverneur du Entrate (20 décembre 1640), administrateur de la Cassa di oro e argenti (26 septembre 1642), administrateur à la Zecca pour le paiement du prò (21 janvier 1643), administrateur de l'Arsenal (22 août 1643), membre du Conseil des Dix (1er octobre 1644) et par ce corps élu inquisiteur d'État deux jours plus tard, poste qu'il démissionne le 17 avril 1645 pour passer à celui - qu'il préférait - de conseiller ducal. Quelques mois plus tard, cependant, le 28 juillet, il est élu administrateur en Dalmatie, avec son collègue Nicolò Dolfin, et quelques semaines plus tard (31 août), il est également nommé administrateur général en Dalmatie et en Albanie, en remplacement d'Andrea Vendramin.
À la suite de l'invasion de la Dalmatie par les Turcs, il conduit une campagne militaire pour la libération de la Dalmatie. À la suite de cette victoire, le Sénat lui a conféré le titre de « Bienfaiteur de la Patrie » et de « Capitano Generale da Mar » (amiral de la flotte). Il quitte ensuite la vie militaire et Foscolo est nommé à d'autres titres comme inquisiteur et auditeur de la Scuole Grandi (20 avril 1655), superviseur de la Santé (4 mai 1655), exécuteur testamentaire contre le Blasphème (6 novembre 1655), régulateur des Écritures (20 décembre 1656), surintendant de Monasteri (14 juillet 1657), sage de l'Hérésie (11 octobre 1658), surintendant de l'Arsenal (30 juillet 1659 ). Grâce à sa réputation, il concourt plusieurs fois au titre de Doge de Venise. Il meurt à Venise le 2 février 1660.

## Source de traduction
- (en) Cet article est partiellement ou en totalité issu de l’article de Wikipédia en anglais intitulé « Leonardo Foscolo » (voir la liste des auteurs).